# Baryphthengus
Genre
Le genre Baryphthengus comprend deux espèces d'oiseaux appartenant à la famille des Momotidae.

## Liste des espèces
D'après la classification de référence (version 2.2, 2009) du Congrès ornithologique international (ordre phylogénique) :
- Baryphthengus martii – Motmot roux
- Baryphthengus ruficapillus – Motmot oranroux